# Hugenoti (opera)
Hugenoti je francouzská opera Giacoma Meyerbeera z roku 1836, drama pojednávající o skutečném masakru vyvraždění protestantů o Bartolomějské noci v Paříži z roku 1572 s vymyšlenou milostnou zápletkou. Libreto napsali Eugène Scribe a Émile Deschamps. Premiéra byla 29. února 1836 v Paříži v operním domě Le Peletier. Druhé slavné nastudování se uskutečnilo již v nové budově  Opéra Garnier v pompézních jevištních dekoracích roku 1875. Je to klíčové dílo francouzské grand opery.

## Osoby a první obsazení
| osoba | hlasový obor | premiéra (29.2.1836)         |
| --- | ------------ | ---------------------------- |
| Markéta z Valois, nevěsta krále Jindřicha IV. | soprán       | Julie Dorus-Gras             |
| Hrabě Saint-Bris, katolický šlechtic | bas          | Jean-Jacques Émile Serda     |
| Valentina, jeho dcera | soprán       | Cornélie Falcon              |
| Raoul de Nangis, protestantský šlechtic | tenor        | Adolphe Nourrit              |
| Marcel, starý protestantský vojín | bas          | Nicolas Levasseur            |
| hrabě Nevers | baryton      | Prosper Dérivis              |
| Urbain, panoš Markétin | soprán       | Maria Flécheux               |
| Bois-Rosé, protestantský vojín | tenor        | Francois Wartel              |
| Ponocný | bas          | Adolphe-Joseph-Louis Alizard |
| katoličtí a protestantští páni, dvorní dámy, panošové, katoličtí a protestantští vojáci, bakaláři, grisety, cikáni, mniši, konšelé a radní, hudebníci, sluhové a lid. |              |                              |
| Dirigent: | Dirigent:    | François Habeneck.           |

## Obsah
Hugenoti jsou velká opera o 5 dějstvích. Děj se odehrává v srpnu 1572 v Tourraine a v Paříži

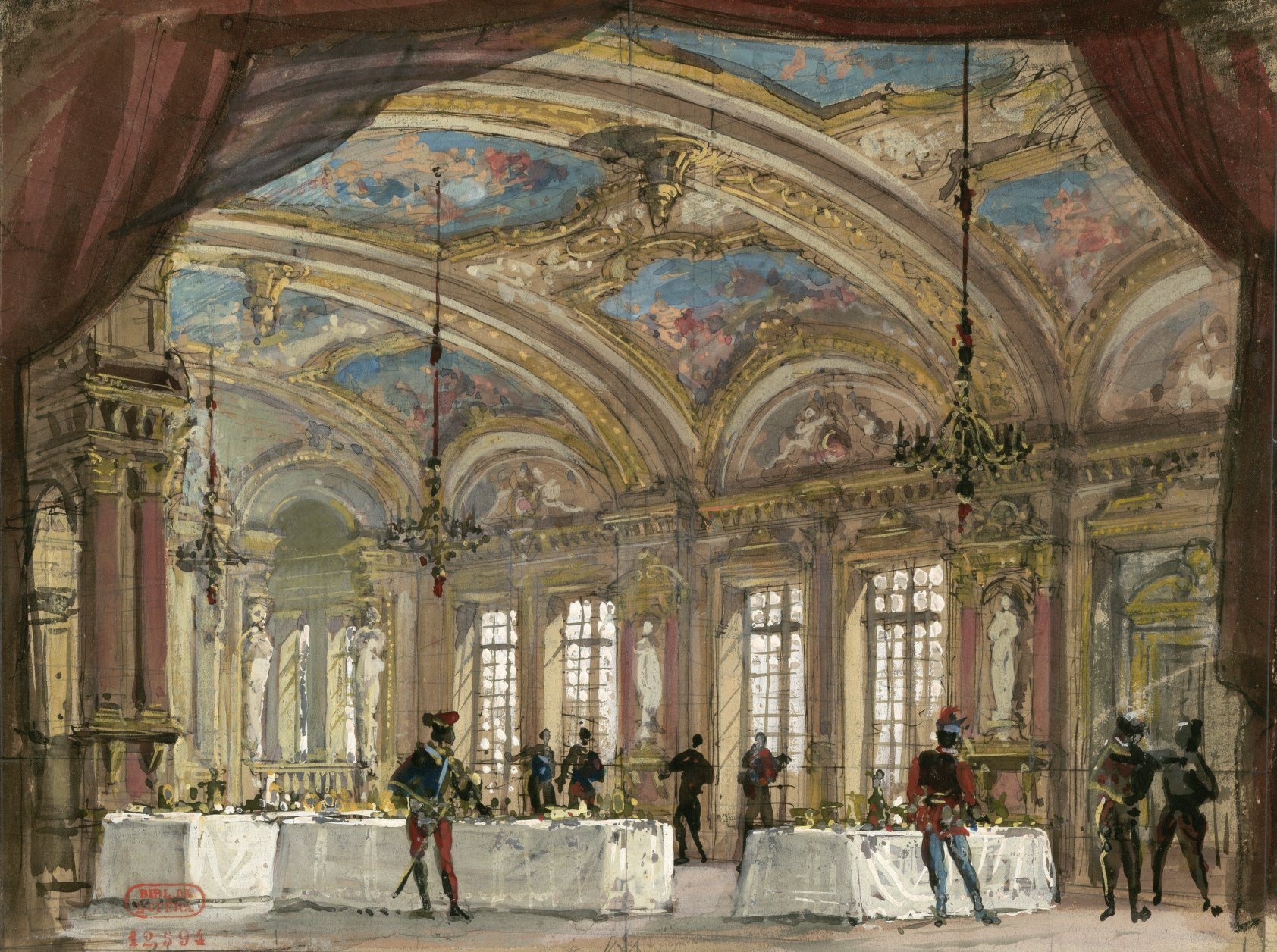
Dekorace 1. dějství, Philippe Chaperon (1875)

### První dějství

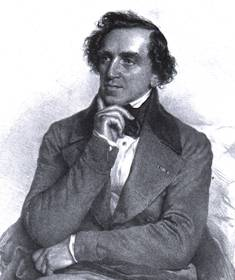
Giacomo Meyerbeer, litografie od Josefa Kriehubera, 1847

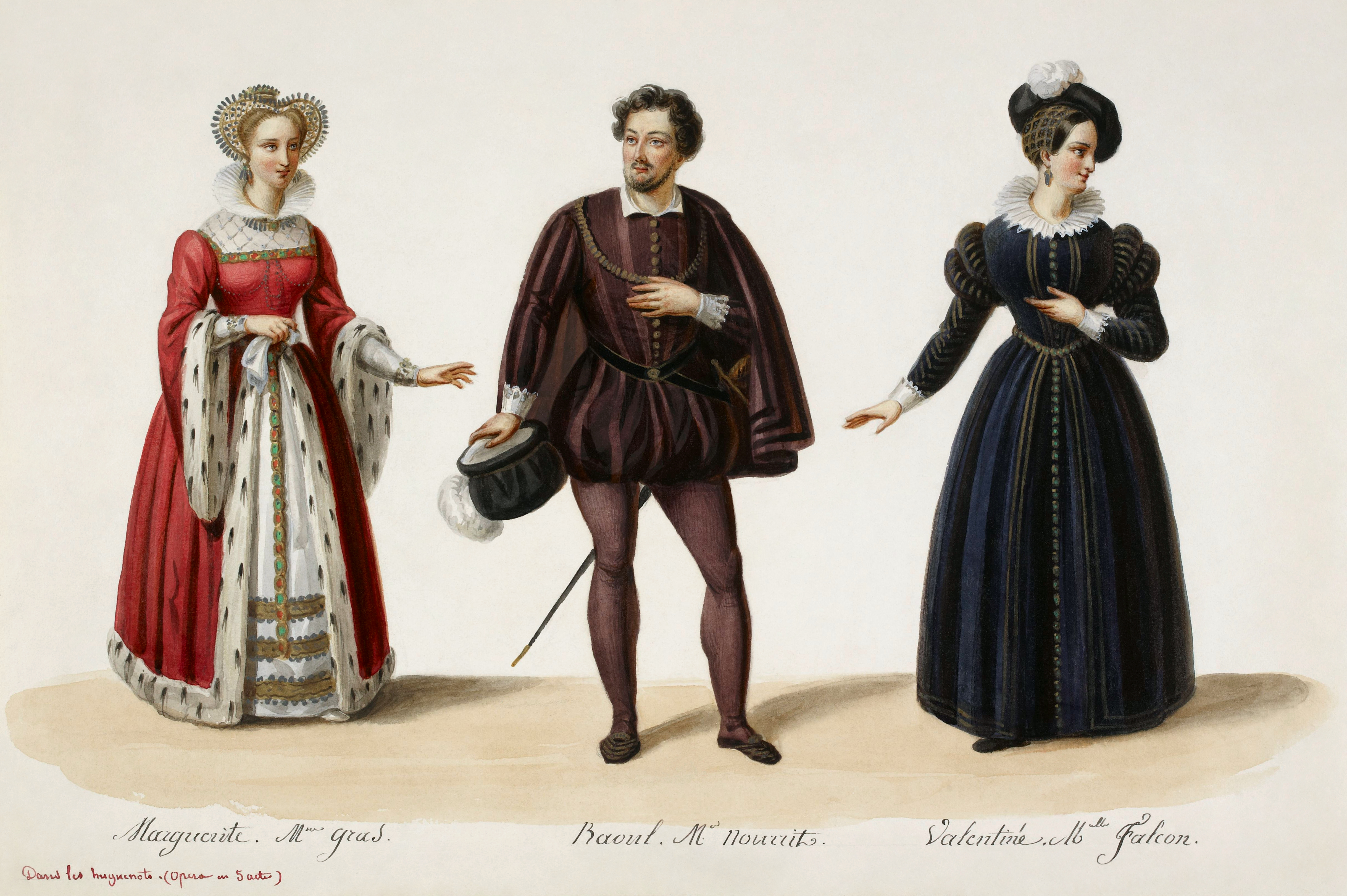
Kostýmy Markéty z Valois, Raoula a Valentiny pro pařížskou premiéru, Eugène Du Faget, litografie, 1836

Hrabě z Neversu má společnost katolických pánů, mezi něž pozval i hugenota Raoula de Nangis,´protože podle králova nařízení mají už konečně přestat náboženské při a bitky mezi katolíky a hugenoty. Raoul tu vypravuje o neznámé krásce, kterou před několika dny zachránil před obtěžováním vojáků, a na kterou od té doby nemůže zapomenout. Ke svému zděšení poznává tuto tajemnou dívku v dámě, která právě vešla do Neversova domu. Netuší, že je to nevěsta Neversova, že však přišla žádat Neverse, aby ji zprostil zásnubního slibu. Raoula tu však čeká ještě jiné překvapení - páže mu zaváže oči a odvádí ho na tajemné dostaveníčko.

### Druhé dějství
Byla to Markéta z Valois, jež pozvala k sobě Raoula, a zvěstuje mu, že na záruku míru mezi katolíky a hugenoty se má on zasnoubit s katolickou šlechtičnou Valentinou, dcerou hraběte de Saint Bris. Raoul souhlasí, dokud dívku nespatří, když však pozná, že je to právě ta dívka, kterou považuje za milenku Neversovu, zasnoubení s ní odmítá. Otec dívky i hrabě Nevers mu za tuto urážku hrozí pomstou.

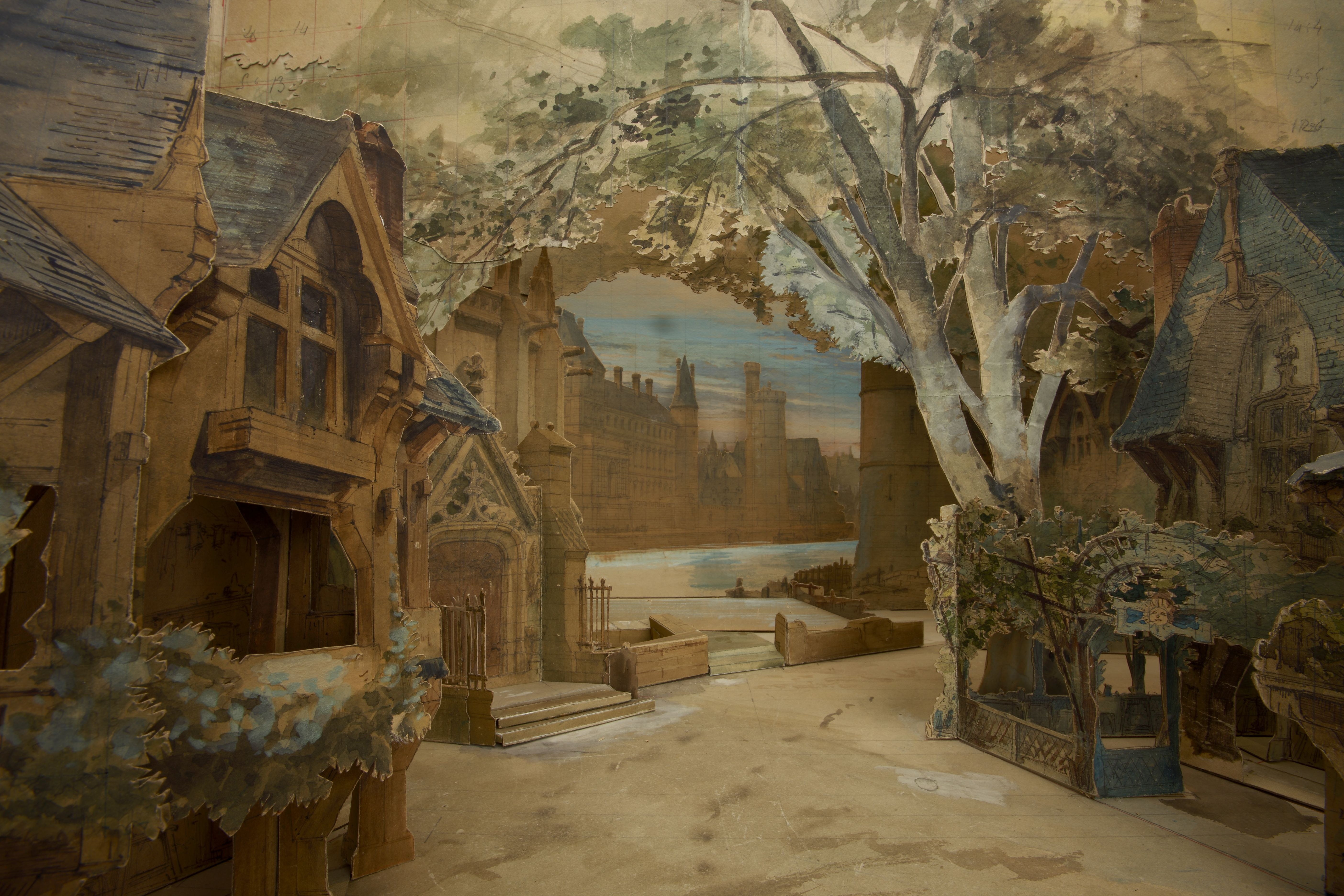
Dekorace 3. dějství, Charles Cambon (1875)

### Třetí dějství
V chrámu se koná svatba Valentiny s Neversem. Raoul celé jednání o sňatku považuje za urážku a  téhož večera před chrámem vyzývá jak hraběte Saint Bris, tak Neverse na souboj . Tím se vlastně vydává svým nepřátelům do rukou, neboť je na něj připravena léčka. Místo souboje má být zavražděn. Valentina, která zaslechla, jak se její otec s ostatními katolickými pány domlouvá, chce Raoula, kterého ve skutečnosti miluje, zachránit. Vzkáže mu proto, aby přišel na místo souboje ne sám, ale s ozbrojenými druhy. Skutečně večer dojde k souboji mezi katolickými a evangelickými vojáky, až boj přeruší Markéta. Oznamuje Raoulovi, že ta, která mu zachránila život, byla Valentina, i to, že v jejím dřívějším vztahu k Neversovi nebylo nic nečestného. Raoul lituje své někdejší unáhlenosti, ale Valentinu jako svou ženu už odvádí Nevers.

### Čtvrté dějství
Raoul tajně přišel do Neversova domu za Valentinou, a ukryt vyslechne poradu katolických pánů a měšťanů o chystaném útoku na hugenoty v noci na sv. Bartoloměje. Signálem bude zaznění večerních zvonů. Raoul, ač zdržován Valentinou, která se přiznává ke své lásce k němu, spěchá, aby své přátele varoval.

### Páté dějství

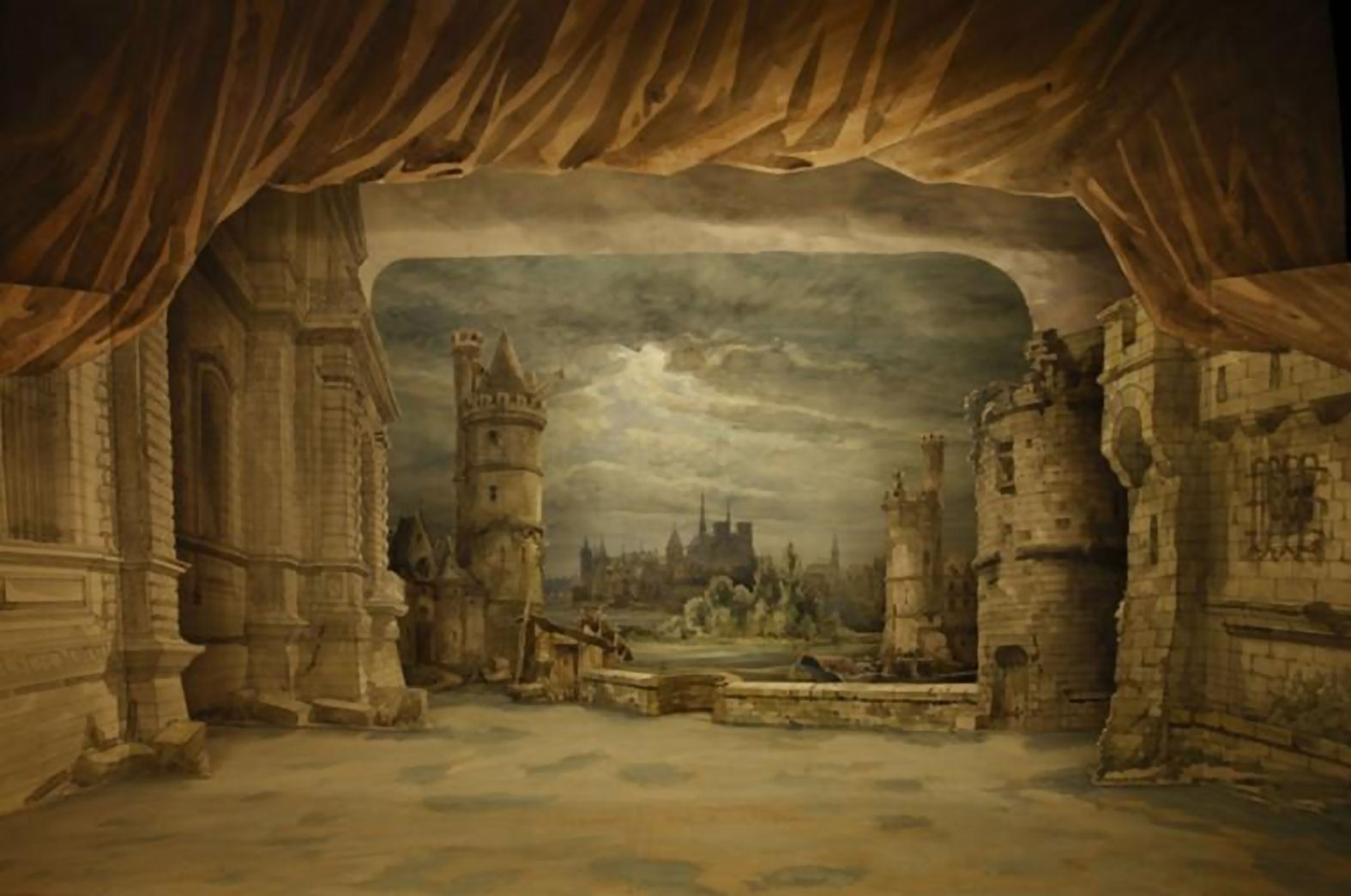
Dekorace 5. dějství, A. Rubé-P. Chaperon, 1875

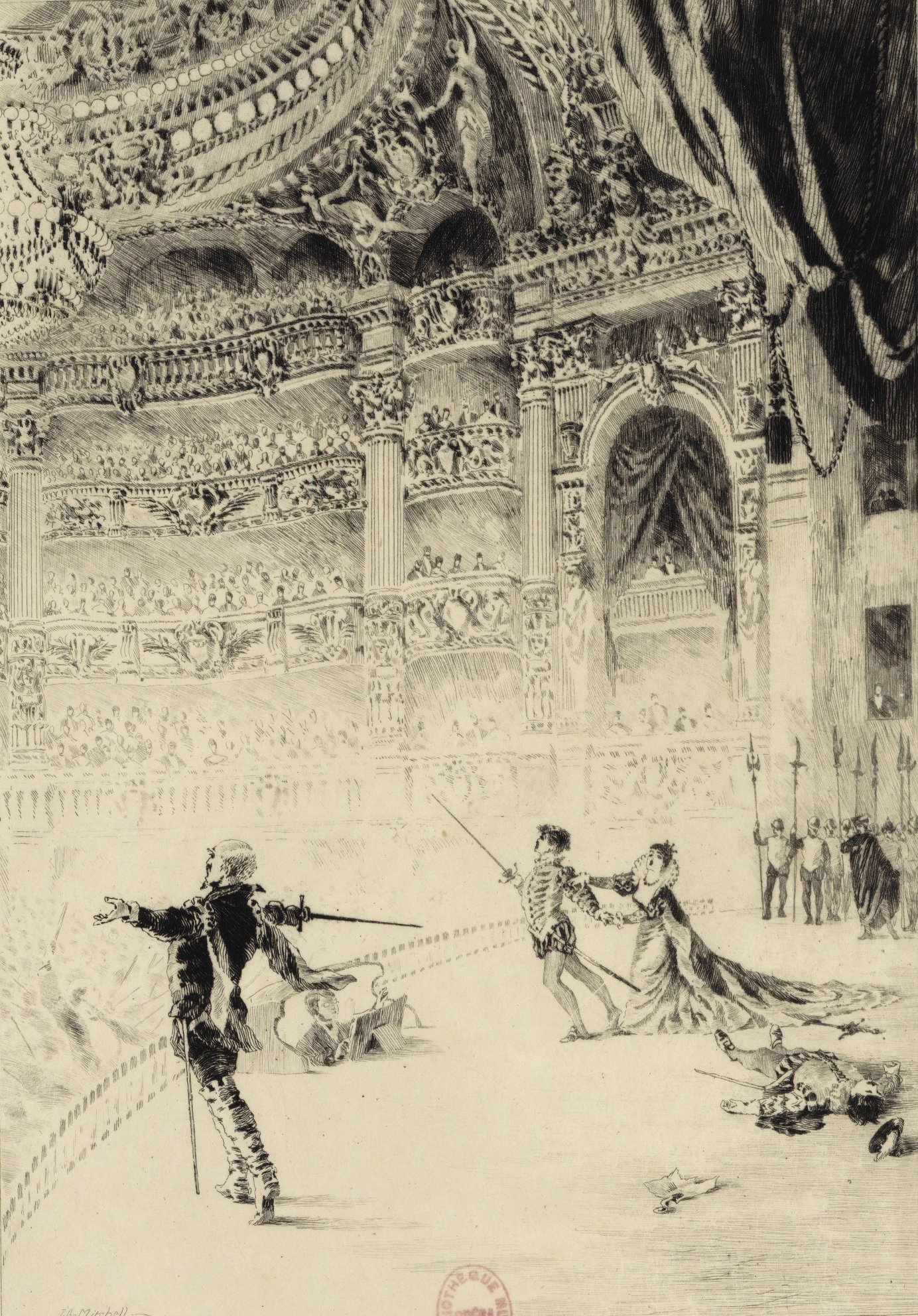
Scéna z pátého dějství Meyerbeerových Hugenotů, dobová ilustrace

Na varování bylo již pozdě. Hromadné vraždění hugenotů propuklo s šílenou silou, a když krutá noc skončila, všichni hugenoti byli pobiti. Jen Raoul zůstal nezraněn a mohl by se na radu Valentininu zachránit, kdyby byl přestoupil na katolickou víru. Její muž Nevers padl v boji, nestojí už tedy v cestě jejich štěstí. Ale Raoul odmítá, považoval by za zradu ustoupit nyní od své víry a přesvědčení. Valentina však nechce žít bez něho, a tak, když je Raoulův život ohrožen katolíky, prohlašuje se rovněž za hugenotku a padá, usmrcena spolu s Raoulem rukou vlastního otce.

## Hugenoti na českých jevištích
Hugenoti byli v Čechách hráni nejprve v německém překladu v Brně v r. 1839. Následujícího roku, 30. května 1840, se objevili jako Welfen und Ghibellinen (Guelfové a Gibelíni) na jevišti pražského Stavovského divadla. Představení řídil tehdejší kapelník František Škroup. Od května 1848 byli hráni pod svým původním názvem. Česky byli uvedeni ještě ve Stavovském divadle 13. ledna 1850 v překladu Emílie Ujkové jako Hugenoti, čili krvavá svatba v Paříži. V Prozatímním divadle byli uvedeni poprvé 30. října 1864 a dosáhli zde velmi vysokého počtu repríz. Rovněž další divadla nechtěla zůstat pozadu, v Plzni byli nastudováni 4x, v Brně 3x, operu uvedla také divadla v Ostravě a v Olomouci. Představení Hugenotů v německém olomouckém divadle dirigoval 15. ledna 1883 tehdy ještě mladý Gustav Mahler.
Po Smetanově Libuši byli Hugenoti druhou operou, která nastupovala na jeviště Národního divadla 19. června 1881 ve výpravě Brioschiho, Burghardta a Kautského.Výprava byla zřejmě velmi zdařilá, neboť se proti ní v tisku neobjevovaly žádné výhrady, jen samé chvály. Ocenil ji např. i přísný kritik Otakar Hostinský.
První provedení Hugenotů po požáru Národního divadla 27. února 1884 předchozí inscenaci co do vizuální působivosti ještě předčilo. Tehdy se např. objevil vodotrysk s živou vodou a jiné vymoženosti tehdejšího divadelnictví. Hugenoti se v pražském Národním divadle hráli až do sezóny 1915-1916, v Novém německém divadle dokonce až do sezóny 1935-1936.

## Recepce opery
Hugenoty můžeme označit přímo za „operu kasovní“, nejúspěšnější operu 19. století. Jen v pařížské Opeře byla do r. 1903 hrána 1000krát. Publikum bylo vysloveně elektrizováno prudkými dějovými kontrasty a zvraty, a také charakteristicky moderní zvukovou řečí opery. Například duet Raoula a Valentiny ze 4. aktu platil v té době za ztělesnění moderního operního duetu vůbec. Ve stále se vracejících krizových dobách pařížské opery se stalo Meyerbeerovo hlavní dílo nejpřitažlivějším operním titulem.
Ovšem Meyerbeer neoslnil všechny. Zejména intelektuálně zaměření současníci jako Heine, Wagner a  Schumann  kritizovali operu jako příliš povrchní, nemorální z hlediska zpracování námětu. V tragickém milostném tématu Raoula a Valentiny bylo  spatřováno napodobení Tristana a Isoldy ze stejnojmenné Verdiho opery. Richard Wagner Meyerbeera dokonce označil za operistického kramáře a „spekulanta na operní burze“.

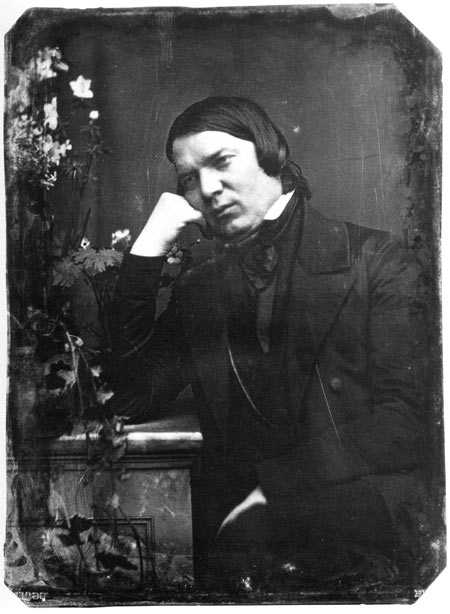
Robert Schumann v roce 1850 daguerreotypie

Robert Schumann ve svém listu Die neue Zeitschrift für Musik operu ostře odsoudil slovy:
Jakýsi duchaplný člověk posoudil hudbu i děj výstižně, když řekl, že se odehrávají buďto v nevěstinci nebo v kostele. Nejsem žádný moralista, ale dobrého protestanta pobuřuje, když slyší svou nejdražší píseň hulákat na prknech, pobuřuje ho, když vidí nejkrvavější drama z dějin svého náboženství sníženo v jarmareční frašku, aby z toho byly peníze a senzace, pobuřuje ho opera počínajíc overturou se svou směšně vulgární svatostí a končící závěrem, podle něhož bychom měli být co nejdříve za živa spáleni. Ohromit, nebo lechtat, to je Meyerbeerovo hlavní heslo a také se mu to u luzy daří. Leccos lepšího by se mohlo upírat jen záští, tak je působivá Marcelova bitevní píseň a duet Raoula a Valentiny pro svou hudební propracovanost a plynulost myšlenek. Co je to ale proti vulgárnosti, znetvořenosti, nepřipravenosti, nemravnosti a nehudebnosti celku?
Podobných kritik se od dob Schumannových objevovalo stále více. Zatímco ostatní Meyerbeerovy opery svoji působivost víceméně ztratily a na konci 19. století se začaly z repertoáru vytrácet, Hugenoti měli pro operní publikum stále jistou přitažlivost, pramenící zřejmě z efektního libreta a mnoha zajímavých hudebních úseků. Ačkoli dnes obecně Meyerbeerovy opery náleží historii, jsou Hugenoti stále jeho nejhranějším titulem.

## Kniha
Libreto opery bylo převedeno také do knižní podoby beletrie. Do  češtiny je pod titulem Hugenoti, čili  Noc bartolomějská s podtitulem velká opera v pěti jednáních přeložil Bedřich Peška a roku 1874 vydalo nakladatelství Fr. A. Urbánka v Praze.